# Pedher Lindheström

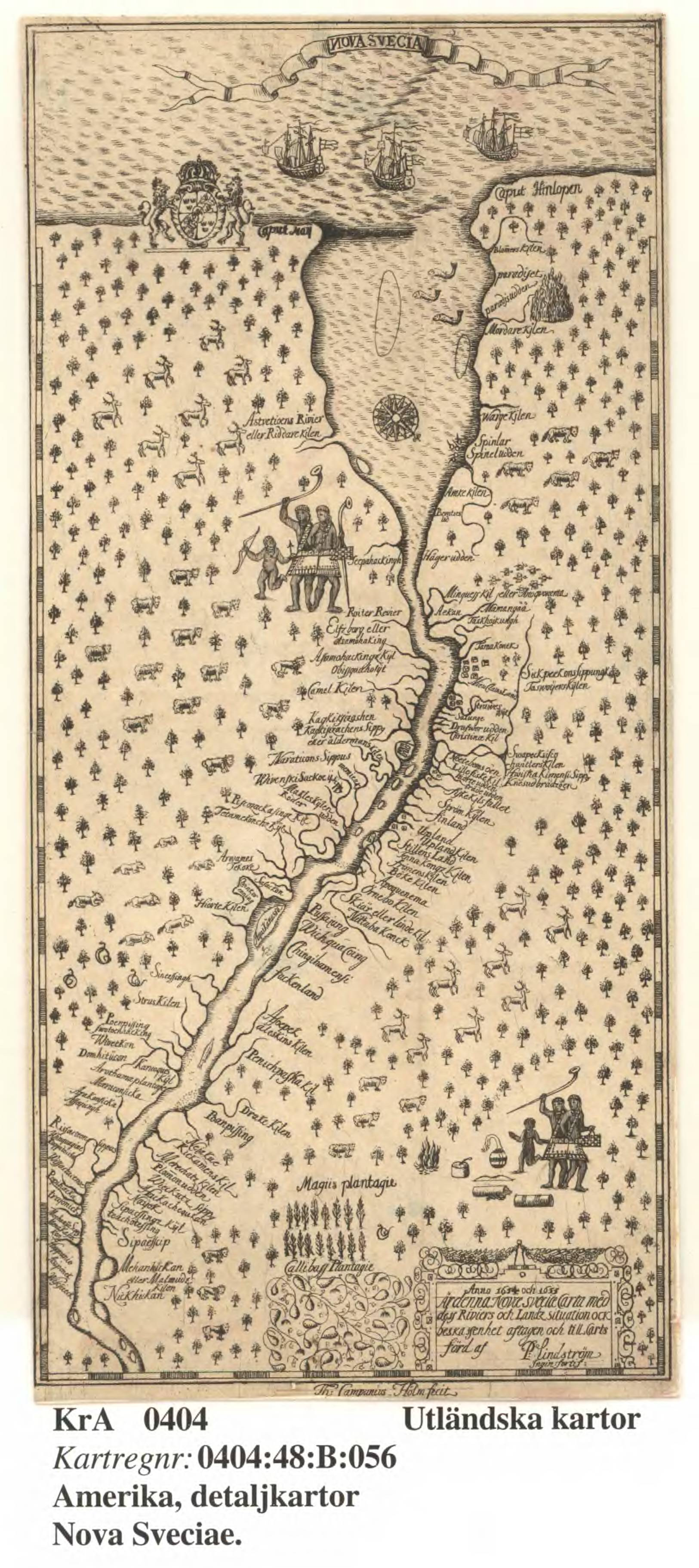
Kopia av Pedher Lindheströms karta över nya Sverige

Pedher (Per) Lindheström, född 18 maj 1632 i Stockholm, död 1692 i Bro socken, Värmland, var en svensk fortifikationsofficer.
Lindheström var kammarskrivare i Bergskollegium, då han som ingenjör sändes med Johan Risingh på dennes expedition till Nya Sverige, dit han anlände med fartyget Örnen 1654. Han var med om intagandet och förbättrandet av det holländska Fort Casimir, sedermera kallat Trefaldighetsskansen, samt rekognoscerade och kartlade hela Nya Sverige. Lindheström skildrade sitt besök i den svenska kolonin i boken Resa till nya Sverige (senast utgiven 1962).  När holländarna intog sistnämnda skans 1655  reste han hem till Sverige. År 1657 blev han konduktör vid Fortifikationen, byggde på Andersö och iståndsatte Frösö skansar i Jämtland samt byggde under vintern samma år en skans vid Toftaholm. Åren 1659-60 ledde han fortifikationsarbeten vid Dalarö och kallades då ingenjör, men efter krigets slut uppfördes han ej vidare på fortifikationsstaten. Åren 1661 och 1662 ledde han kanalarbetet vid Södertälje.
Lindheströms karta över Nya Sverige förstördes vid slottet Tre Kronors brand 1697, men en kopia av denna finns i T.C. Holms "Kort beskrifning om provincien Nya Sverige uti America" (1702). Hans dagbok under vistelsen i Nya Sverige finns i Riksarkivet.
Lindheström är begravd i Bro kyrka, Värmland, Värmlands län.